# شاپرک‌میوه
شاپرک‌میوه (نام علمی: Acridocarpus natalitius) نام یک گونه از سرده ملخ‌میوه‌ها است.